# Науру
Науру (наур. Naoero, енгл. Nauru), или званично Република Науру (наур. Republik Naoero) је мала острвска држава у региону Микронезија, који се налази у Океанији. Налази се 42 км јужно од екватора. Са површином од 21,3 km², то је најмања независна република на свету. Занимљивост је и то што Науру нема званични главни град.
Први становници острва били су микронежански и полинежански народи. Традиционално на острву живи 12 племена, што је симболично представљено звездом са 12 кракова на застави.
Острво је открио британски поморац, капетан Џон Ферн, 1798. године и назвао га је Пријатно острво (енгл. Pleasant Island). Немци су постали колонијални владари острва крајем 19. века. Касније су острвима заједнички администрирали Аустралија, Нови Зеланд и Уједињено Краљевство. Науру је стекао независност 1968. године.
Острво Науру је фосфатна стена, и главна привредна активност од 1907. године била је експлоатација фосфата. Експлоатација фосфата је озбиљно нашкодила животној средини земље, узрокујући да острвска држава пати од онога што се често назива „проклетством ресурса“. Фосфат је исцрпљен 1990-их, а преостале резерве нису економски исплативе за екстракцију. Фонд је успостављен за управљање акумулираним рударским богатством острва. Од када су резерве исцрпљене, Науру тражи алтернативне изворе зараде. Да би остварио приход, Науру је накратко постао порески рај и центар за илегално прање новца.
У различитим тренуцима од 2001. године, Науру је прихватао помоћ од Аустралијске владе у замену за смештај Регионалног процесног центра, контроверзног приобалног објекта за притвор аустралијских имиграната. Као резултат велике зависности од Аустралије, неки извори су идентификовали Науру као клијентску државу Аустралије. Науру је суверена држава, која је чланица Уједињених нација, Комонвелта нација и Организације афричких, карипских и пацифичких држава.

## Географија

### Положај
Острво се налази у западном Тихом океану на 0° 32’ ЈГШ и 166° 55’ ИГД. Најближе острво је Банаба који се налази 290 km источно и који је такође богат фосфатима (треће значајне острво у Тихом океану који је богат овим ресурсом је Макатеа у архипелагу Туамоту у Француској Полинезији). Науру има искључиви економски појас површине од 308.480 km² (заједно с територијалним водама од 570 km²), који граничи с појасом Кирибата на истоку 290 km до острва Банаба) и с Маршаловим Острвима на северу (600 km до атола Ебон). У релативном суседству налазе се Микронезија (Косрае) на северозападу, Соломонска Острва на југозападу, Папуа Нова Гвинеја (Бизмаркова острва) на западу и Тувалу на југоистоку.

### Геологија и рељеф
Науру је атол који се налази на врху подводног угашеног вулкана. Корали сежу до 2.000 m дубоко у море, а налазе се максимално 60 m изнад мора. Ова највиша тачка острва налази се у источном Аиву, а позната је под називом Command Ridge. У поређењу с осталим атолима Науру има врло малу лагуну. Већ један километар од обале дубина мора прелази 1.000 m. У унутрашњости острва налазе се фосфати који су настали од измета морских птица. Око 2 km² острва је шумовито.

### Флора и фауна
На Науруу не постоје велике животиње; осим инсеката овде пребивају само морске птице, као нпр. Fregata minor. На острву постоји само једна врста пијавица, а то је Acrocephalus rehsei, која је ендемска врста. На острву је могуће често видети и мачке, псе и свиње, који су довезени из других земаља.
Од биљног света на острву се могу наћи кокосове палме, пандануси, смокве, хибискуси и сл. Много биљног света нестало је због деградације околине коју је узроковало рударење.
Што се тиче околног мора (поготово коралног појаса који окружује острво) он је поприлично угрожен, такође због вађења фосфата и урбанизације. Овде су раније у великом броју живели мекушци и ракови.

### Клима
Због близине екватора (42 km северно), температуре су поприлично уједначене током целе године, с месечним просеком од 27,5 °C. Током дана температуре су између 26 и 35 °C, и између 25 и 28 °C током ноћи. Годишње падавине поприлично варирају и зависе од феномена Ел Нињо. Годишњи просек падавина је 1900 mm.
Глобално загревање директно утиче на Науру, јер драстични раст нивоа мора прети нестајању острва. Због овог проблема влада је више пута тражила акцију од Уједињених нација и састанке са САД и другим индустријским земљама.
| Клима Јаренског округа, Науру | Клима Јаренског округа, Науру | Клима Јаренског округа, Науру | Клима Јаренског округа, Науру | Клима Јаренског округа, Науру | Клима Јаренског округа, Науру | Клима Јаренског округа, Науру | Клима Јаренског округа, Науру | Клима Јаренског округа, Науру | Клима Јаренског округа, Науру | Клима Јаренског округа, Науру | Клима Јаренског округа, Науру | Клима Јаренског округа, Науру | Клима Јаренског округа, Науру |
| Показатељ \ Месец             | .Јан.                         | .Феб.                         | .Мар.                         | .Апр.                         | .Мај.                         | .Јун.                         | .Јул.                         | .Авг.                         | .Сеп.                         | .Окт.                         | .Нов.                         | .Дец.                         | .Год.                         |
| ----------------------------- | ----------------------------- | ----------------------------- | ----------------------------- | ----------------------------- | ----------------------------- | ----------------------------- | ----------------------------- | ----------------------------- | ----------------------------- | ----------------------------- | ----------------------------- | ----------------------------- | ----------------------------- |
| Апсолутни максимум, °C (°F)   | 34 (93)                       | 37 (99)                       | 35 (95)                       | 35 (95)                       | 32 (90)                       | 32 (90)                       | 35 (95)                       | 33 (91)                       | 35 (95)                       | 34 (93)                       | 36 (97)                       | 35 (95)                       | 37 (99)                       |
| Максимум, °C (°F)             | 30 (86)                       | 30 (86)                       | 30 (86)                       | 30 (86)                       | 30 (86)                       | 30 (86)                       | 30 (86)                       | 30 (86)                       | 30 (86)                       | 31 (88)                       | 31 (88)                       | 31 (88)                       | 30,3 (86,5)                   |
| Минимум, °C (°F)              | 25 (77)                       | 25 (77)                       | 25 (77)                       | 25 (77)                       | 25 (77)                       | 25 (77)                       | 25 (77)                       | 25 (77)                       | 25 (77)                       | 25 (77)                       | 25 (77)                       | 25 (77)                       | 25 (77)                       |
| Апсолутни минимум, °C (°F)    | 21 (70)                       | 21 (70)                       | 21 (70)                       | 21 (70)                       | 20 (68)                       | 21 (70)                       | 20 (68)                       | 21 (70)                       | 20 (68)                       | 21 (70)                       | 21 (70)                       | 21 (70)                       | 20 (68)                       |
| Количина падавина, mm (in)    | 280 (11,02)                   | 250 (9,84)                    | 190 (7,48)                    | 190 (7,48)                    | 120 (4,72)                    | 110 (4,33)                    | 150 (5,91)                    | 130 (5,12)                    | 120 (4,72)                    | 100 (3,94)                    | 120 (4,72)                    | 280 (11,02)                   | 2,080 (81,89)                 |
| Дани са падавинама            | 16                            | 14                            | 13                            | 11                            | 9                             | 9                             | 12                            | 14                            | 11                            | 10                            | 13                            | 15                            | 152                           |
| Извор: Weatherbase            |                               |                               |                               |                               |                               |                               |                               |                               |                               |                               |                               |                               |                               |

## Историја

### Претколонијално доба
Први становници Науруа били су Микронежани и Полинежани пре више од 3.000 година. На острву је традиционално постојало 12 кланова или племена које данас представља дванаестокрака звезда на застави државе. Науруанци су своје порекло пратили по женској линији.
Британски капетан и ловац на китове Џон Ферн био је први Европљанин који је посјетио острво 1798. Године и назвао га је Пријатно острво. Од средине 1830-их Науруанци су имали контакте с европским китоловцима и трговцима који су на острву обнављали своје залихе. Острвљани су трговали храном за палмино вино и оружје које је касније коришћено у десетогодишњем рату који је почео 1878. године, којим је становништво на острву смањено с 1400 на 900 људи.

### Колонијално доба
Острво је анектирала Немачка 1888. године, те га прикључила немачком протекторату Маршалових острва. Долазак Немаца окончао је рат, а краљеви су почели да владају острвом, од којих је најпознатији краљ Ayweyida. Хришћански мисионари с Гилбертових острва су такође дошли су на острво 1888. године.
Фосфате је 1900. године на острву открио Алберт Елис, а у договору с Немачком Pacific Phosphate Company је почела користити налазишта 1906. године. Прва извезена пошиљка била је 1907. године Након избијања Првог светског рата, острво су заузеле аустралијске снаге 1914. године. Након рата Лига народа је мандат над територијом дала Уједињеном Краљевству, које је договорило поделу те дужности с Аустралијом и Новим Зеландом 1923. године. Владе ових држава потписале су споразум 1919. године, чиме је створена Британска комисија за фосфате, која је преузела права за вађење фосфата.
Јапанске снаге заузеле су острво 26. августа 1942. године. Аеродромска писта коју су саградили Јапанци на острву бомбардована је у марту 1943, како би се спречило снабдевање острва. Јапанци су депортовали 1200 Науруанаца како би служили као радна снага на острвима Чук где их је 463 преминуло. Острво је ослобођено 13. септембра 1945. године, када су се доласком аустралијског ратног брода ХМАС Дијамантајна јапанске снаге предале. Депортовани Науруанци враћени су са острва Чук у јануару 1946. бродом Тријенца. Године 1947. Уједињене нације су поново доделиле управљање острвом Аустралији, Уједињеном Краљевству и Новом Зеланду.

### Независност
Науру је почео са самосталном управом у јануару 1966. године, а потпуно независна држава постао је 1968, под вођством председника Хамера Деробурта. Године 1967, Науруанци су од БПЦ-а откупили права на вађење фосфата те је у јуну 1970. године, основано локално друштво за вађење фосфата под називом Науру фосфејт корпорејшен. Ово национализовано друштво омогућило је Науруу један од највећих стандарда живота у Пацифику, те је ова земља у то време била друга најбогатија земља света по глави становника.
Године 1989, држава је поднела тужбу против Аустралије на Међународном суду правде због спорних потеза на Науруу за време аустралијског управљања, ово се посебно односило на неспречену еколошку штету која је настала због вађења фосфата. Овај спор је решен вансудском нагодбом која је укључивала обнављање искоришћених подручја на Науруу. Смањивањем резерви фосфата довело је до привредног пада, што је довело до политичке нестабилности која траје од средине 1980-их. Само у раздобљу од 1989. до 2003. године, власт се променила 17 пута. Последњих година у вођству земље измењивали су се Рене Харис и Бернард Dowiyogo, да би након Довијогове смрти у марту 2003. Лудвиг Скоти био изабран за председника. Скоти је пуни мандат добио у октобру 2004. године. Смењен је 19. децембра 2007. након гласања о неповерењу у парламенту, а нови председник је постао Маркус Стефан.
Од 2001. до 2007. године, важан део државних прихода чинила је аустралијска помоћ. За ову помоћ Науру је управљао центром за азиланте. Једна од таквих група азиланата коју су чиниле 433 особе из разних држава, спасена је у мору 2001. године и упућена у прихватни центар у Науруу. Након политичких промена у Аустралији 2007, овај центар је затворен а Науру су поново погодили финансијски проблеми.
Науру је у последње време алтернативни извор финансирања нашао признавању сепаратистичких региона у замену за новац, па је тако признао Тајван, самопроглашено Косово, Абхазију и Јужну Осетију. У случају Тајвана, Науру је неколико пута мењао одлуку примајући за то новац и од једних и од других, а приликом признавања Абхазије сваки становник Науруа добио је 3.500 долара помоћи од владе Русије.

## Административна подела
За више информација погледати: Дистрикти Науруа
Науру је подељен на 14 административних дистрикта:
- Аиво
- Анабар
- Анетан
- Анибаре
- Баитси
- Бое
- Буада
- Денигомоду
- Ева
- Ијув
- Мененг
- Нибок
- Уабое
- Јарен

## Политика
По политичком уређењу Науру је парламентарна демократска република.

### Политички систем
Политички систем састоји се од следећих елемената:
- Кабинет (председник и министри; највиши представници извршне власти)
  - председник државе на дужности: Лудвиг Скоти
- Државни секретар
  - државна секретар на дужности: Камила Соломон
- Парламент (највиши представници законодавне власти)
- Председник парламента и заменици 
  - председник парламента на дужности: Валдон Довијого
- секретар парламента
  - секретар парламента на дужности: Хелен Богдан
- Председник Врховног суда (највиши представник судска власти)
  - председник Врховног суда на дужности: Бари Конел
- остале судије
- Врховни суд

У науруском парламенту, налази се 18 посланика који се обично бирају сваке три године. Посланици између себе бирају председника државе који се обично именује након националних парламентарних избора, и то је обично посланик из посланичке групе скупине која има релативну већину у парламенту. Председник тада именује чланове кабинета, који се састоји од пет или шест министара. Председник је уједно и шеф државе и шеф владе.

### Политичке странке
У држави постоји мањи вишестраначки систем. Две службене странке, супротне политичке оријентације су Наоеро Амо и Демократска странка Науруа. Такође постоји још једна неслужбена политичка странка имена Странка центра. Обе странке су створене како би се ојачала улога парламента. Данас је Наоеро Амо најважнија политичка странка, док Демократска странка и Странка центра имају малу политичку моћ.